# American Soccer League (1988–1989)
La American Soccer League fue una liga de fútbol de Estados Unidos. 
En 1988 se creó una liga con ese nombre por tercera vez como un campeonato de equipos de la costa este del país como una contraparte de la Western Soccer League, compuesta por equipos de la costa oeste.
El torneo solo existió por dos temporadas, ya que en 1990 la liga se fusionó con la Western Soccer League para crear la American Professional Soccer League.

## Ganadores por temporada
| Temporada | Campeón                  | Subcampeón               |
| --------- | ------------------------ | ------------------------ |
| 1988      | Washington Diplomats     | Fort Lauderdale Strikers |
| 1989      | Fort Lauderdale Strikers | Boston Bolts             |